# Airbag

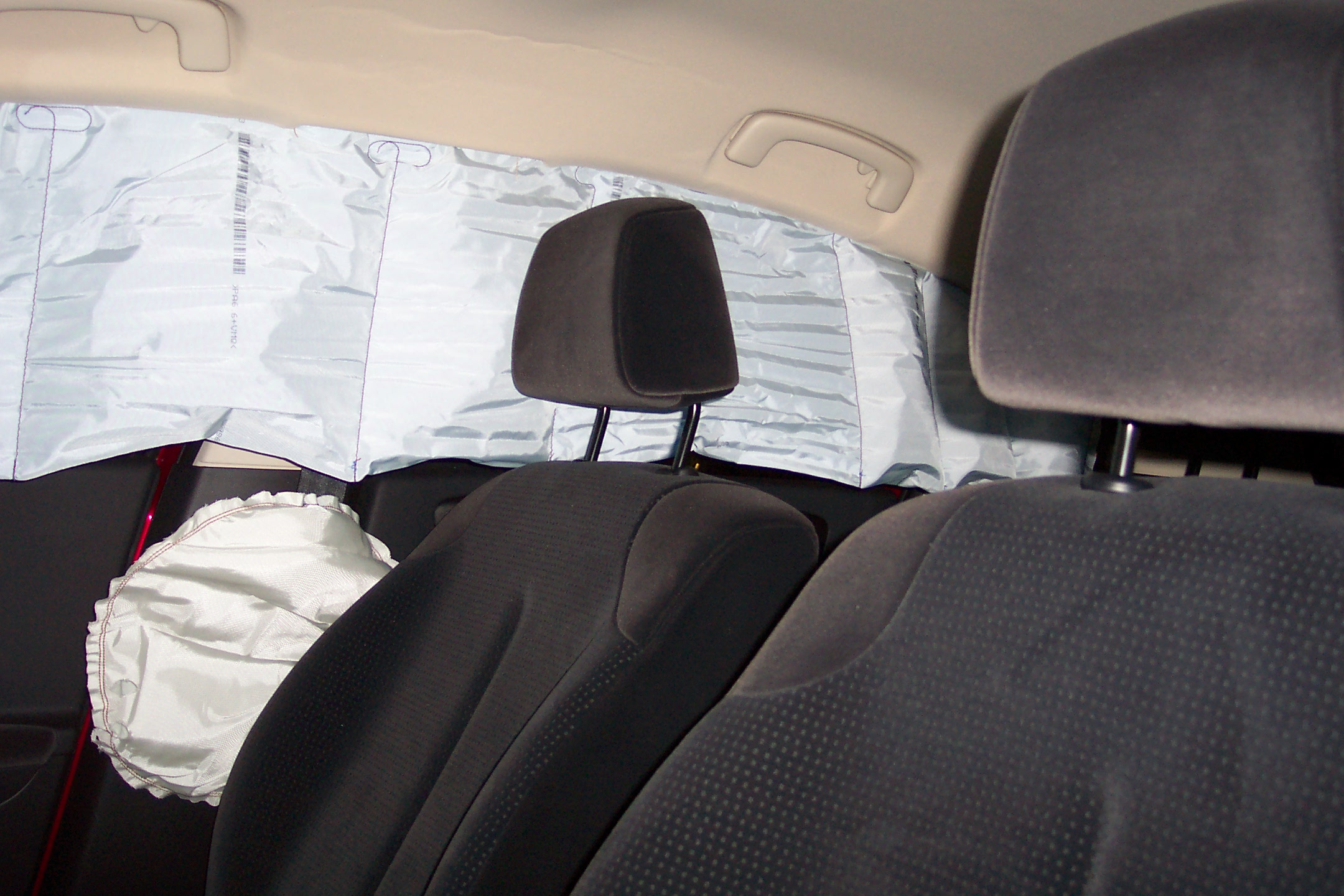
Een gordijn-airbag na een zijdelingse aanrijding

Een airbag of luchtzak is een zak die in geval van nood snel kan worden opgeblazen tot een beschermend kussen. Airbags worden vooral in auto's gemonteerd. Bij een botsing wordt door de schok de luchtzak automatisch opgeblazen, waardoor de inzittende beschermd wordt tegen letsel.

## Geschiedenis
De eerste airbag voor auto's werd in 1971 gemaakt door Ford USA. Het ging toen om een groot aantal testauto's. De eerste auto die te koop was met airbags, was in 1973 de Oldsmobile Toronado. In 1940 bestond er wel al een airbag voor vliegtuigen, maar dat was geen groot succes.

## Opbouw
Het airbagsysteem van een auto is opgebouwd uit diverse componenten. Het regelapparaat, een electronic control unit, is een computer die verbonden is met sensoren en actuators.

#### Sensoren
- vertragingssensoren
- druksensors
- zitplaatsherkenning

#### Actuators
- airbags
- gordelspanners

Om bescherming van de inzittende te waarborgen wordt er tijdens de rit continu gemeten en gerekend. Het resultaat van de berekeningen bepaalt of het om een ongeval gaat of dat er bijvoorbeeld over een stoepje wordt gereden. De grenswaarde is vastgelegd in het regelapparaat en is bepalend voor de activering van de airbag. Bij nieuwere airbagsystemen wordt ook bepaald welke airbag geactiveerd wordt en in sommige gevallen zelfs met hoeveel kracht.
In moderne auto's communiceren de ECU's met elkaar. Ieder regelapparaat heeft zijn eigen functie, maar maakt soms ook gebruik van de meetwaarden uit de andere regelapparaten. Deze communicatie vindt plaats via de ringleiding, die beter bekendstaat als de Controller Area Network (CAN)-bus. Op deze CAN-bus worden de signalen binair verzonden en ontvangen. Zodra het airbagsysteem, aan de hand van zijn gemeten waarde, besluit om de airbags te activeren, zal er uit veiligheidsoverweging ook een aantal signalen verzonden worden.

#### Mogelijke signalen voor andere regelapparaten
- Motor uit (motor ECU)
- Deuren van slot af (comfortregelapparaat)
- Waarschuwingslichten aan (boordnetregelapparaat)
- Claxon aan (boordnetregelapparaat)

Het opblazen van de airbag na activering moet zeer snel kunnen gebeuren, daarom wordt de airbag opgeblazen door in de luchtzak een explosieve stof te laten ontsteken door een klein en zeer snel werkend gloei-element. Door deze ontploffing wordt de airbag zeer snel gevuld met de hete gassen die bij de explosie vrijkomen.
Een airbag is niet bedoeld als vervanging van autogordel, het is slechts een aanvulling. Indien autogordels niet gedragen worden, kan een airbag het letsel bij een ongeval zelfs vergroten.

## Gevaren
Airbags worden geactiveerd door een zeer snelle en krachtige ontplooiing. De kracht hiervan kan ernstig letsel veroorzaken indien geen autogordels gedragen worden. Moderne airbagsystemen kunnen herkennen of autogordels gedragen worden. Normaal gesproken moet een inzittende minimaal 25 cm van een (niet-ontplooide) airbag verwijderd blijven om verwonding tijdens een ongeval te voorkomen.
Door het opblazen van de airbags kunnen verwondingen ontstaan, zoals schaafwonden, gehoorbeschadiging, hoofdverwondingen, oogbeschadiging en botbreuken in neus, armen en vingers.
Het roken van een pijp in een auto is vaak dodelijk als de airbags geactiveerd worden, de pijp wordt met kracht de keel in gedrukt waardoor verstikking kan volgen. Het roken van een pijp in de auto wordt dan ook ten strengste afgeraden.
Het plaatsen van een kind in een achterwaarts geplaatste baby-autostoeltje op een zitplaats met airbags wordt afgeraden, tenzij de airbags uitgeschakeld worden. Bij activatie wordt het stoeltje gekanteld en kan de baby stikken of verwondingen oplopen.
Na een ongeval dienen niet-ontplooide airbags met enige voorzichtigheid behandeld te worden. De kracht van een airbag is zeer groot en kan letsel toebrengen aan een persoon die zich in het pad van de airbag bevindt, maar niet in de autogordel in de stoel zit. Indien er nog een slachtoffer in het voertuig aanwezig is, zal de brandweer een speciale hoes om het stuur aanbrengen om bij een niet-bedoelde activatie het slachtoffer en de hulpverleners te beschermen.

## Andere toepassingen
Airbags worden niet alleen in auto's toegepast. Zo is er een vest met een airbag dat gebruikt kan worden door motorrijders, en eenzelfde soort vest wordt gebruikt in de paardensport. De airbag wordt geactiveerd door middel van een koord. Het airbagvest is in 1976 uitgevonden door de Hongaar Tamás Straub.
Een lawine-airbag is een in een rugzak geïntegreerd systeem dat door wintersporters buiten de gezekerde pisten wordt gebruikt om bedelving door een lawine te voorkomen. Het systeem bestaat uit twee grote airbags, die door een persluchtpatroon worden gevuld indien de gebruiker aan een hendel trekt die aan de schouderband van de rugzak is bevestigd.
Voor personen met een hoog valrisico doordat ze slecht ter been zijn is er de gordelairbag. Deze wordt bij een val automatisch geactiveerd. Er kunnen heupbreuken mee worden voorkomen.

## Vertalingen
Van Dale neemt enkel het woord 'luchtzak' op als alternatief voor 'airbag'. In november 1998 riep NRC Handelsblad middels een prijsvraag haar lezers op om Nederlandse vertalingen te vinden voor Engelse leenwoorden. De lezers vertaalden 'airbag' door 'botsballon'.
Voor de vertaling van airbag in de Nederlandse gebarentaal is gebruikgemaakt van de vertaling 'botsballon'. Voor het 'botsen' sla je eerst met je vuist recht op een vlakke hand. Daarna beeld je de ballon uit. Met gespreide vingers doe je alsof je een voetbal vasthoudt. Vervolgens breng je je handen in een wijder wordend gebaar omhoog en naar achter. Om dit gebaar nog duidelijker te laten zijn, kun je ook nog je wangen opblazen.